# Cantón de Dijon-8
El cantón de Dijon-8 era una división administrativa francesa, que estaba situada en el departamento de Côte-d'Or y la región de Borgoña.

## Composición
El cantón estaba formado por una fracción de la comuna que le daba su nombre:
- Dijon (fracción)

## Supresión del cantón de Dijon-8
En aplicación del Decreto nº 2014-175 de 18 de febrero de 2014, el cantón de Dijon-8 fue suprimido el 22 de marzo de 2015 y la fracción de la comuna que le daba su nombre se unió con las demás fracciones para que, por medio de una reestructuración cantonal, fueran creados los nuevos cantones de  Dijon-1,  Dijon-2 ,  Dijon-3 ,  Dijon-4 ,  Dijon-5  y  Dijon-6.